# Coppa Internazionale 1927-1930
La Coppa Internazionale 1927-1930 fu la prima edizione della competizione calcistica internazionale dell'Europa centrale e venne disputata tra il 18 settembre 1927 e l'11 maggio 1930. La formula prevedeva un girone all'italiana con gare di andata e ritorno fra le cinque squadre coinvolte nel torneo.
In palio per il vincitore vi era una coppa in cristallo di Boemia donata dal primo ministro cecoslovacco Antonín Švehla, per cui la manifestazione fu nota anche come Coppa Antonín Švehla.

## Comitato organizzatore
Le sedute del comitato hanno avuto luogo a Trieste il 9 e a Budapest l'11 marzo 1930. La composizione del comitato è la seguente:
- Presidente:  M. Ferretti
- Vicepresidente:  M. Fischer
- Segretario:  Hugo Meisl
- Commissione tecnica:  Giovanni Mauro

## Avvenimenti

### Il 1927
Il torneo iniziò il 18 settembre 1927 con la partita Cecoslovacchia-Austria, terminata 2-0. La settimana successiva, l'Austria viene sconfitta anche a Budapest, dall'Ungheria, col punteggio di 5-3.
Il 23 ottobre a Praga l'Italia pareggia 2-2 contro i padroni di casa della Cecoslovacchia. L'ultima partita del 1927 è quella di Bologna tra Italia e Austria, vinta per 1-0 dalla Nazionale austriaca. Gli austriaci lamentarono anche un arbitraggio non completamente imparziale.

### Il 1928
Il 1928 si aprì con la vittoria dell'Italia contro la Svizzera, il 1º gennaio a Genova (3-2) e quindi, il 25 marzo a Roma, gli Azzurri riescono a battere per la prima volta nella storia l'Ungheria (4-3), ribaltando un iniziale svantaggio per 0-2 e portandosi sul 3-2 per poi subire il pareggio dei magiari. Era Libonatti, il primo oriundo della storia azzurra, a conquistare il successo a cinque minuti dalla fine. Il premio per ciascun giocatore fu di 24.000 lire. Il 1º aprile a Vienna l'Austria perde 0-1 contro la Cecoslovacchia; il 22 aprile a Budapest gli stessi cecoslovacchi vengono superati 2-0 dall'Ungheria.
Dopo la parentesi olimpica di Amsterdam, che ha visto scendere in campo due formazioni impegnate nella Coppa Internazionale (la Svizzera, eliminata nei quarti di finale e l'Italia, medaglia di bronzo) il torneo riprende in autunno: gli Azzurri vincono in Svizzera (3-2); l'Austria supera 5-1 l'Ungheria e 2-0 (in inferiorità numerica) gli elvetici. L'anno si chiude con la vittoria dell'Ungheria sulla Svizzera, il 1º novembre, per 3-1.

### Il 1929
Il 3 marzo 1929 l'Italia supera la Cecoslovacchia 4-2, il 7 aprile dello stesso anno gli Azzurri perdono 3-0 a Vienna. Il 14 aprile ed il 5 maggio, magiari e cecoslovacchi espugnano Berna e Losanna (5-4 e 4-1 rispettivamente) prima di pareggiare nello scontro diretto (1-1 a Praga) l'8 settembre. Il 6 ottobre la Cecoslovacchia supera 5-0 la Svizzera. Gli elvetici vengono sconfitti anche dall'Austria, il 27 ottobre a Berna, chiudendo all'ultimo posto in classifica dopo aver perso tutte le 8 partite disputate. Austriaci e cecoslovacchi si trovano appaiati con 10 punti alla testa del torneo, seguiti da Italia e Ungheria con 9.

### Il 1930
L'unica partita prevista per il 1930 è quella tra Ungheria e Italia. L'incontro si giocò l'11 maggio 1930 a Budapest ed è noto l'episodio secondo cui Pozzo, da sei mesi nuovo commissario tecnico della Nazionale, portò i suoi giocatori a visitare i teatri di battaglia della prima guerra mondiale prima di giocare l'ultima e decisiva partita: in pratica si trattava di battere nuovamente, in un colpo solo, le due nazioni eredi dell'Impero austro-ungarico, antico avversario nel passato conflitto in cui Pozzo e molti dei suoi atleti avevano combattuto come soldati.
La partita terminò con la netta vittoria italiana (5-0) e sancì la vittoria azzurra nella prima edizione della Coppa Internazionale.

## Classifica finale
| Pos. | Squadra        | Pt | G | V | N | P | GF | GS | DR  |
| ---- | -------------- | -- | - | - | - | - | -- | -- | --- |
| 1.   | Italia         | 11 | 8 | 5 | 1 | 2 | 21 | 15 | +6  |
| 2.   | Austria        | 10 | 8 | 5 | 0 | 3 | 17 | 10 | +7  |
| 3.   | Cecoslovacchia | 10 | 8 | 4 | 2 | 2 | 17 | 10 | +7  |
| 4.   | Ungheria       | 9  | 8 | 4 | 1 | 3 | 20 | 23 | −3  |
| 5.   | Svizzera       | 0  | 8 | 0 | 0 | 8 | 11 | 28 | −17 |

Legenda:
       Vincitore della Coppa Internazionale.
Note:
Due punti a vittoria, uno a pareggio, zero a sconfitta.

## Risultati
| Arbitro: | Fabris |

|                                    |           |  |
| Podrazil 10’ Kratochvíl 55’ (rig.) | Marcatori |  |

| Arbitro: | Prince-Cox |

|                                                          |           |                          |
| Takács 18’ Kohut 27’ Ströck 51’ Holzbauer 62’ Hirzer 67’ | Marcatori | 11’, 84’ Wesely 13’ Sigl |

| Arbitro: | Langenus |

|                         |           |                    |
| Svoboda 32’, 51’ (rig.) | Marcatori | 28’, 79’ Libonatti |

| Arbitro: | Prince-Cox |

|  |           |           |
|  | Marcatori | 44’ Runge |

| Arbitro: | Rous |

|                                 |           |                   |
| Libonatti 10’, 58’ Magnozzi 68’ | Marcatori | 38’, 60’ Abegglen |

| Arbitro: | Bauwens |

|                                           |           |                                 |
| Conti 48’, 75’ Rossetti 58’ Libonatti 85’ | Marcatori | 13’ Kohut 44’ Hirzer 76’ Takács |

| Arbitro: | Langenus |

|  |           |           |
|  | Marcatori | 38’ Silný |

| Arbitro: | van Praag |

|                             |           |  |
| Hirzer 18’ (rig.) Kohut 76’ | Marcatori |  |

| Arbitro: | Birlem |

|                                                    |           |            |
| Sigl 11’, 27’ Weselik 55’ Wesely 62’ Gschweidl 75’ | Marcatori | 38’ Hirzer |

| Arbitro: | Braun |

|                       |           |                                  |
| Abegglen 2’ Grimm 85’ | Marcatori | 17’, 30’ Rossetti 80’ Baloncieri |

| Arbitro: | Bauwens |

|                         |           |  |
| Tandler 24’, 35’ (rig.) | Marcatori |  |

| Arbitro: | Carraro |

|                                 |           |                   |
| Turay 36’ Hirzer 49’ Ströck 53’ | Marcatori | 78’ (rig.) Weiler |

| Arbitro: | Christophe |

|                                      |           |                       |
| Rossetti 26’, 61’, 80’ Libonatti 33’ | Marcatori | 18’ Silný 40’ Svoboda |

| Arbitro: | Prince-Cox |

|                              |           |  |
| Horvath 19’, 38’ Weselik 23’ | Marcatori |  |

| Arbitro: | Rous |

|                                          |           |                                                       |
| Weiler 2’ Abegglen 26’, 66’ Abegglen 78’ | Marcatori | 8’ (aut.) Widmer 51’, 76’ Takács 56’ Toldi 73’ Hirzer |

| Arbitro: | Braun |

|              |           |                                     |
| Abegglen 74’ | Marcatori | 22’ Podrazil 23’, 85’ Silný 80’ Puč |

| Arbitro: | Ruoff |

|            |           |            |
| Svoboda 4’ | Marcatori | 84’ Kálmár |

| Arbitro: | Langenus |

|                                                          |           |  |
| Puč 17’, 81’ Kratochvíl 18’ Svoboda 36’ Junek 64’ (rig.) | Marcatori |  |

| Arbitro: | Andersen |

|              |           |                                    |
| Passello 45’ | Marcatori | 25’ Stoiber 62’ Horvath 84’ Schall |

| Arbitro: | Bauwens |

|  |           |                                                  |
|  | Marcatori | 17’, 65’, 70’ Meazza 72’ Magnozzi 84’ Costantino |

## Classifica marcatori
6 reti
- Julio Libonatti
- Gino Rossetti
- Ferenc Hirzer (1 rig.)

5 reti
- František Svoboda (1 rig.)

4 reti
- Max Abegglen
- Josef Silný
- József Takács